# Doncamatic
"Doncamatic" é uma canção da banda de desenho animado Gorillaz com a participação do cantor inglês Daley, lançada como single no dia 21 de novembro de 2010 como download digital, com um lançamento físico vindo no dia seguinte. Ele foi incluído em uma versão relançada do álbum Plastic Beach.

## Faixas

### CD Single do RU
1. "Doncamatic" - 3:22
2. "Doncamatic" (The Joker Remix) - 4:45[3][4]

### 7" Picture Disc do RU
1. "Doncamatic" - 3:22
2. "Empire Ants" (Paul Harris & Paul Rogers Vocal Mix - com Little Dragon) - 3:53[3]

### EP do iTunes
1. "Doncamatic" - 3:22
2. "Doncamatic" (The Joker Remix) - 4:46
3. "Album Mixtape" - 8:29[1]

### CD Promo
1. "Doncamatic" - 3:22
2. "Doncamatic" (Instrumental) - 3:22

## Paradas
| Parada (2010)                            | Melhor posição |
| ---------------------------------------- | -------------- |
| Bélgica Ultratop Flanders                | 43             |
| Holanda (Mega Single Top 100)            | 40             |
| Reino Unido (The Official Charts Company | 37             |
| Brasil Hot 100                           | 50             |